# Maurizio Perissinot
Maurizio "Icio" Perissinot (Pordenone, 1 februari 1951 – 12 december 2004) was een Italiaans rallynavigator, voornamelijk actief naast Attilio Bettega.

## Carrière
Maurizio Perissinot begon zijn loopbaan als navigator in de rallysport in 1972. Zijn eerste successen boekte hij met Angelo Presotto in Groep 1-Opels. Met Tony Carello kwam er vervolgens internationaal succes toen ze in 1978 uit tien deelnames zeven rally's wonnen in het Europees rallykampioenschap en daarmee de titel in de wacht sleepten. Daarna nam Perissinot plaats naast Attilio Bettega, die op dat moment gezien werd als een aanstormend Italiaans rallytalent. Uitkomend voor het fabrieksteam van Fiat met de 131 Abarth reden ze naar sterke resultaten in Italië, en in het wereldkampioenschap rally eindigden ze tweemaal op het podium. De sportieve activiteiten werden hierna overgebracht naar Lancia, die in 1982 de Groep B Lancia Rally 037 introduceerden. Een snelle start voor Bettega-Perissinot tijdens het debuut van de auto in het WK in Corsica in 1982 eindigde met een zwaar ongeluk, waarbij Bettega allebei zijn benen brak. Perissinot navigeerde daarna voor zijn tijdelijke vervanger Adartico Vudafieri, maar keerde het jaar daarop weer terug naast de herstelde Bettega. In deze periode reed het duo naar enkele verdienstelijke resultaten toe in het WK-rally met als hoogtepunt een tweede plaats in de rally van San Remo in 1984. Een ongeluk eerder dat jaar tijdens de Costa Smeralda Rally zag Perissinot ook even uit de roulatie zijn vanwege een gebroken dijbeen die hij daarbij opliep.
Tijdens de WK-ronde van Corsica in 1985 verongelukten het duo opnieuw zwaar. Op de vierde klassementsproef verliet de Rally 037 in een flauwe bocht naar rechts op hoge snelheid de weg en werd opgevangen door een boom, die zich door de harde klap in de cockpit wrong. Bettega was op slag dood, maar Perissinot kwam er min of meer zonder kleerscheuren vanaf. Dit betekende wel het einde van zijn sportieve carrière. In latere jaren was hij directeur voor verschillende Italiaanse rallyteams, instructeur bij de Italiaanse autosport federatie en werkte hij ook binnen de organisatie van de Italiaanse Piancavallo Rally.
Perissinot overleed na een lang ziektebed in 2004 op 53-jarige leeftijd.